# Габінет Дмитро Анатолійович
Дмитро Анатолійович Габінет (9 серпня 1983, Хмельницький — 17 грудня 2024, Хмельницький) — український юрист, викладач.
Голова Хмельницької обласної державної адміністрації з 21 листопада 2019 р. по 24 листопада 2020 року .

## Життєпис
У 2007 році закінчив Хмельницький університет управління та права (спеціальність «Правознавство»). З 2015 по 2016 рр. проходив навчання в Університеті імені Адама Міцкевича у Познані (Польща). Кандидат юридичних наук.
У вересні 2006 — вересні 2007 року — методист першої категорії відділу виховної роботи Хмельницького університету управління та права, м. Хмельницький.
У вересні 2007 — січні 2008 року — виконувач обов'язків асистента кафедри теорії та історії держави і права Хмельницького університету управління та права. У січні 2008 — серпні 2009 року — асистент кафедри теорії та історії держави і права Хмельницького університету управління та права. У серпні 2009 — січні 2011 року — старший викладач кафедри теорії та історії держави і права Хмельницького університету управління та права.
У січні 2011 — вересні 2013 року — заступник декана юридичного факультету Хмельницького університету управління та права. У вересні 2013 — вересні 2014 року — старший викладач кафедри теорії та історії держави і права Хмельницького університету управління та права. У вересні — грудні 2014 року — виконувач обов'язків доцента кафедри теорії та історії держави і права Хмельницького університету управління та права. У грудні 2014 — вересні 2015 року — доцент кафедри теорії та історії держави і права Хмельницького університету управління та права.
У березні 2017 — вересні 2018 року — доцент кафедри економічної теорії, фундаментальних та соціально-гуманітарних дисциплін Хмельницького кооперативного торговельно-економічного інституту. У вересні 2018 — жовтні 2019 року — завідувач кафедри права Хмельницького кооперативного торговельно-економічного інституту.

### Громадсько-політична діяльність
З 2014 р. очолює громадську організацію «Форпост Народовладдя».
З 2017 р. — голова Хмельницького інформаційно-консультаційного центру UMCS.
Член Спілки освітян України.
Працює помічником народного депутата Миколи Стефанчука (партія «Слуга народу»).
28 жовтня 2019 р. Кабінет Міністрів підтримав призначення Габінета на посаду голови Хмельницької ОДА.
17 грудня 2024 року раптово помер.